# Осьминожки со второго этажа
«Осьмино́жки со второго этажа» (чеш. Chobotnice z druhého patra) — чехословацкий детский комедийный фильм с элементами анимации (1986 года). Существует продолжение фильма — «Осьминожки желают весёлого Рождества» («Весёлое Рождество для Осьминожков»).

## Сюжет
Главные герои фильма — два маленьких неизвестных науке существа, обнаруженных в морских глубинах и, возможно, имеющих инопланетное происхождение.
Семья Голанов приезжает из Праги на португальское побережье. В отсутствие родителей двое детей, Эва и Гонзик, находят живую глину, способную накапливать энергию. Из глины они вылепляют двух маленьких осьминогов, которые оживают и оказываются разумными. Дети дают осьминожкам имена — Синий и Зелёная.
Осьминожки поселяются в семье и поневоле участвуют в семейных делах. Когда родители ребят решают развестись, осьминожки разделяют имущество, разрезая напополам все предметы в доме лучом, похожим на лазерный. Осьминожки постоянно тоскуют по морю, из глубин которого они произошли, и в итоге дети слепляют из них птиц, чтобы те смогли улететь.

## О фильме
Оригинальный телефильм был снят в 1986 году на киностудии «Баррандов» (Чехословакия) с участием германских (ФРГ) сценаристов. В главных ролях: Олдрих Кайзер (Oldrich Kaiser), Мирослав Махачек (Miroslav Machacek), Павел Зедничек (Pavel Zednicek). Телефильм был смонтирован в четыре серии по 59 мин и показан по пражскому телевидению . Впоследствии материал был переработан в два самостоятельных фильма «Осьминожки со второго этажа» и «Осьминожки желают весёлого Рождества» длительностью по 92 мин. В ходе монтажа некоторые сцены были удалены, некоторые — перетасованы .

## Показ в СССР и России
Премьера четырёхсерийного художественного фильма для детей «Осьминожки со второго этажа» по Первой программе Центрального телевидения СССР состоялась 26—29 июля 1988 года (в день показывалось по одной серии продолжительностью один час в переводе на русский язык в предвечернее время). По 1-му каналу Останкино оригинальный четырёхсерийный телефильм, дублированный на русский язык, транслировался с 12 марта 1992 года раз в неделю (СР или ЧТ) в раннее вечернее время.

## Точность перевода названия
В Чехии, как и в некоторых других странах Европы, нумерация этажей отличается от принятой в России (и СССР). Так, привычный для российского человека первый этаж в Чехии называется нулевым, второй — первым, и т. д. Семья Голанов проживает на третьем этаже, но для чехов этот этаж — второй. Таким образом, точный и локализованный перевод названия должен звучать как «Осьминожки с третьего этажа».